# 即興曲/愛欲の旋律
『即興曲/愛欲の旋律』（そっきょうきょく あいよくのせんりつ、英原題：Impromptu）は、1991年のイギリス/フランス映画。ジョルジュ・サンドとフレデリック・ショパンの田舎で過ごして、別れることとなった逸話をモチーフにした作品。宿屋の夫婦は創造したキャラクター。
ジョルジュ・スーラの創作を題材にしたスティーヴン・ソンドハイムのブロードウェイ・ミュージカル『ジョージの恋人』 (Sunday in the Park with George) を演出して絶賛された、演出家ラパインと主演のパティンキンとピーターズが再結集した作品でもある。
制作会社の破綻で世界的に公開が危うかった作品で、日本ではVHSスルーであった。

## キャスト
- ジョルジュ・サンド/オーロラ：ジュディ・デイヴィス
- フレデリック・ショパン：ヒュー・グラント
- フランツ・リスト：ジュリアン・サンズ
- アルフレッド・ド・ミュッセ：マンディ・パティンキン
- マリー・ダグー：バーナデット・ピータース
- ウジェーヌ・ドラクロワ：ラルフ・ブラウン
- ダントン公爵：アントン・ロジャース
- ダントン公爵夫人：エマ・トンプソン
- ジョルジュ・サンドの母：アナ・マシー（英語版）
- フェリシアン・マルフィール（英語版）：ジョージ・コラフェイス